# Christophe Bourdon (natation)
Pour les articles homonymes, voir Christophe Bourdon et Bourdon.
Christophe Bourdon est un nageur français né le 13 mars 1970 à Versailles.

## Carrière
Il est membre de l'équipe de France aux Jeux olympiques d'été de 1992, prenant part au 100 mètres brasse et au 200 mètres brasse ; il échoue au premier tour dans les deux épreuves.
Il est sacré champion de France du 50 mètres brasse et du 100 mètres brasse en hiver 1991 et du 200 mètres brasse en hiver 1992.